# Хайнрих V фон Верденберг-Зарганс
Хайнрих V (VII) фон Верденберг-Зарганс (на немски: Heinrich V, Graf von Werdenberg-Sargans; † 26 януари 1397 във Фелдкирх, Австрия) от род Верденберги е граф на Верденберг-Зарганс-Трохтелфинген в днешна Швейцария. Произлиза от рода на пфалцграфовете на Тюбинген.

## Произход
Той е син на граф Еберхард I фон Верденберг-Швалнег († 1383) и втората му съпруга София фон Дирзберг-Геролдсек († 1391), дъщеря на Валтер VI фон Геролдсек († 1349) и Клара фон Юзенберг († 1350). Внук е на граф Хайнрих I фон Верденберг-Албек († 1332/1334) и графиня Агнес фон Вюртемберг (1293 – 1349).
Хайнрих V фон Верденберг-Зарганс умира на 26 януари 1397 г. във Фелдкирх, Форарлберг, Австрия и е погребан във Вадуц, Лихтенщайн. Ок. 1534 г. фамилията измира по мъжка линия.

## Фамилия
Първи брак: ок. 1370 г. с Агнес фон Тек († 23 април 1386, погребана в Августинската църква, Минделхайм), дъщеря на херцог Фридрих III фон Тек († 1390) и Анна фон Хелфенщайн († 1392). Те имат трима сина:
- Еберхард II фон Верденберг-Зарганс (* пр. 1387; † 26 август 1416), женен II. на 16 ноември 1402 г. за графиня Анна фон Цимерн († 1 март 1445)
- Хайнрих фон Верденберг († сл. 1374)
- Конрад фон Верденберг († сл. 1415)

Втори брак: пр. 1392 г. с графиня Ида/Ита фон Тогенбург († 26 януари 1399), вдовица на граф Рудолф III фон Хоенберг († пр. 30 ноември 1389), дъщеря на граф Фридрих V фон Тогенбург († 1364) и Кунигунда фон Фац († 1364). Бракът е бездетен.